# Język hoti
Język hoti – bliżej niepoznany język austronezyjski z prowincji Moluki w Indonezji. Jego użytkownicy zamieszkują wieś Hote na wyspie Seram (kecamatan Bula Barat). 
Według Ethnologue całkowicie wyszedł z użycia. Według artykułu z 2021 r. posługuje się nim niewielka grupa osób w wieku 60 lat i powyżej. Do jego zaniku przyczynia się dominacja malajskiego ambońskiego. 
Został opisany w postaci listy słownictwa z 1868 r.
E. Stresemann (1927) powiązał go z językiem manusela. J.T. Collins (1982) twierdzi, że chodzi o dialekt języka seti, który miał zostać wyparty przez geser-gorom.